# 太陽ニュートリノ

標準太陽モデルにおける太陽ニュートリノ(陽子-陽子連鎖反応)

太陽ニュートリノ(Solar neutrino)は、核融合の結果、太陽で生成される電子ニュートリノである。
主に次の陽子-陽子連鎖反応で生成する。
{\displaystyle p+p\to {\text{d}}+e^{+}+\nu _{e}\!\ }
2 陽子{\displaystyle \to }重水素 + 陽電子 + 電子ニュートリノ
この反応で、太陽ニュートリノ全体の86%が生成される。図のとおり、標準太陽モデルでの陽子-陽子連鎖反応では、重水素は他の陽子と融合し、ヘリウム3原子とガンマ線になる。この反応は以下のように表せる。
{\displaystyle d+p\to {^{3}}He+\gamma \ }
ヘリウム4は、前の反応で形成されたヘリウム3から以下のように作られる。
{\displaystyle {^{3}}He+{^{3}}He\to {^{4}}He+2p}
系の中にヘリウム3とヘリウム4がどちらも存在すると、下記のように両ヘリウム原子が融合してベリリウムが形成される。
{\displaystyle {^{3}}He+{^{4}}He\to {^{7}}Be+\gamma \ }
ベリリウム中には陽子が4つあるが中性子が3つしかないため、ここから2つの経路に分かれる。ベリリウムは電子を捕獲してリチウム7と電子ニュートリノを形成する。または、恒星中に豊富に存在する陽子を捕獲してホウ素8を形成する。両反応は、それぞれ以下のように表せる。
{\displaystyle {^{7}}Be+e^{-}\to {^{7}}Li+\nu _{e}\ }
この反応で、太陽ニュートリノの14%が作られる。リチウム7は陽子と結合し、2つのヘリウム4を形成する。
{\displaystyle {^{7}}Be+p\to {^{8}}B+\gamma \ }
過剰な陽子が存在するため、ホウ素8はベータ(+)崩壊し、以下のようにベリリウム8を形成する。
{\displaystyle {^{8}}B\to {^{8}}Be+e^{+}+\nu _{e}\ }
この反応で、太陽ニュートリノの約0.02%が作られる。これらの少数の太陽ニュートリノは、大きなエネルギーを持つ。
太陽ニュートリノの最大部分は陽子-陽子相互作用から直接生成し、せいぜい400 keVの低いエネルギーである。他に、最大エネルギーが18 MeVにもなるいくつかの別の生成機構が存在する。地球に注ぐニュートリノの流束の量は、粒子数で約7・1010個/cm2/sである。
ニュートリノの数は、標準太陽モデルで予測できる。検出される電子ニュートリノの数は予測される数の1/3に過ぎず、この現象は太陽ニュートリノ問題として知られる。ここからニュートリノ振動のアイデアが考えられ、実際にニュートリノのフレーバーは変化しうる。この現象は、サドベリー・ニュートリノ天文台で全ての種類の太陽ニュートリノの流束全体を測定し、それが従前に予測された電子ニュートリノの数と合致したことで確認され、同時にニュートリノが質量を持つことも確認された。
太陽ニュートリノのエネルギースペクトルも標準太陽モデルで予測できる。各々のニュートリノのエネルギー範囲によって感度の良いニュートリノ検出法が異なるため、ニュートリノのエネルギースペクトルを知ることは重要である。ホームステーク実験では塩素が用いられ、ベリリウム7の崩壊で生成する太陽ニュートリノに対して最も感度が高かった。サドベリー・ニュートリノ天文台はホウ素8由来の太陽ニュートリノに対して最も高感度である。ガリウムは、陽子-陽子連鎖反応で生成する太陽ニュートリノに対して最も感度が高い。2012年、Borexinoとして知られる共同実験は、太陽核に存在する重水素の1/400を生成するpep 反応由来の低いエネルギーのニュートリノを検出したと報告した。検出器は、100トンの液体を含み、この比較的珍しい熱核融合反応由来の衝突を平均で毎日3回の頻度で検出した。

## 関連文献
- Haxton, W.C.; Hamish Robertson, R.G.; Serenelli, Aldo M. (18 August 2013). “Solar Neutrinos: Status and Prospects”. Annual Review of Astronomy and Astrophysics 51 (1):  21–61. arXiv:1208.5723. Bibcode: 2013ARA&A..51...21H. doi:10.1146/annurev-astro-081811-125539.